# Куниці (Малопольське воєводство)
Куниці (пол. Kunice) — село в Польщі, у гміні Ґдув Велицького повіту Малопольського воєводства.
Населення — 404 особи (2011).

## Демографія
Демографічна структура станом на 31 березня 2011 року:
|          | Загалом | Допрацездатний вік | Працездатний вік | Постпрацездатний вік |
| -------- | ------- | ------------------ | ---------------- | -------------------- |
| Чоловіки | 203     | 55                 | 127              | 21                   |
| Жінки    | 201     | 50                 | 114              | 37                   |
| Разом    | 404     | 105                | 241              | 58                   |